# Завьялова, Маргарита Павловна
Маргарита Павловна Завьялова (род. 3 марта 1939, Топки, Новосибирская область) — советский и российский учёный-философ

, филолог и историк, педагог, специалист в области философских проблем гуманитарных наук и гуманитарного образования. Доктор философских наук (1990), профессор (1991). Заслуженный профессор ТГУ (2007). Заслуженный работник высшей школы Российской Федерации (1998).

## Биография
Родилась 3 марта 1939 года в городе Топки Кемеровской области.
С 1956 по 1961 год обучалась на историко-филологическом факультете Томского государственного университета. С 1961 по 1962 год — научный сотрудник Центрального государственного архива РСФСР Дальнего Востока.
С 1962 года на научно-педагогической работе в Томском государственном университете в должностях: лаборант, ассистент, старший преподаватель, с 1971 года — доцент кафедры философии философского факультета. С 1990 года — заведующая кафедрой философии и с 1991 года — профессор по этой кафедре. Одновременно с 1990 по 2005 год — декан философского факультета Томского университета.
В 1970 году М. П. Завьялова была утверждена в учёной степени кандидат философских наук по теме: «Проблема моделирования в историческом исследовании», в 1990 году — доктор философских наук по теме: «Проблема преемственности в социально-историческом познании : методологический и гносеологический аспекты» в ИИФФ СО АН СССР. В 1991 году приказом ВАК ей было присвоено учёное звание — профессор. В 2007 году ей было присвоено почётное звание — Заслуженный профессор ТГУ.

## Научно-педагогическая деятельность
Основная научно-педагогическая деятельность М. П. Завьялова связана с вопросами в области проблем преемственности в гносеологическом и методологическом аспектах, философских проблем гуманитарных наук и гуманитарного образования.
В Томском университете читала курсы лекций по вопросам введения в философию, методологии социального познания, исторического и диалектического материализма, истории марксистской философии. М. П. Завьялова была участницей всероссийских и международных конференций, в том числе: Всероссийской научной конференции в области методология познания сложных саморазвивающихся систем (2012), Всероссийской научной конференции в области философских оснований технонауки (2013), XXII Всероссийской, XIX и XXI Международных конференций молодых учёных в области актуальных проблем социальных наук, в 2017 году на Всероссийской научной конференции VI cибирского философского семинара в области проблем современной философии.
М. П. Завьялова является автором более 100 научных трудов и монографий, в том числе «Единство и преемственность сознания» (1988), «Динамика социального знания и практика» (1989), «Проблема преемственности в социально-историческом познании: методологический и гносеологический аспекты» (1990), «Социальное знание в поисках идентичности. Фундаментальные стратегии социогуманитарного знания в контексте развития современной науки и философии» (1999: ISBN 5-7137-0140-9) и многочисленных научных работ опубликованных в научных журналах.
4 декабря 1998 года Указом Президента России «За заслуги в научной работе, значительный вклад в дело подготовки высококвалифицированных специалистов» М. П. Завьялова была удостоена почётного звания — Заслуженный работник высшей школы Российской Федерации.

## Награды
- Заслуженный работник высшей школы Российской Федерации (04.12.1998)[10][7]
- Почётный работник высшего профессионального образования Российской Федерации (02.06.2003)[11]